# Savonranta
Savonranta var en kommun i landskapet Södra Savolax i före detta Östra Finlands län. Kommunen ingår sedan 1 januari 2009 i Nyslott. 
Savonranta hade en yta på 568,59 km², av vilken 182,55 km² består av vatten.
Savonranta grundades år 1868 och var en enspråkigt finsk kommun.
Olika byar är Hanhijärvi, Hankavaara, Lapinlahti, Paasniemi, Pirttimäki, Rönkönvaara, Turtianniemi, Leivola, Säimen, Vuokala (Kirkonkylä)

## Politik

### Mandatfördelning i Savonranta kommun, valen 1976–2004
| 4 | 5 | 7 | 1 |

| 4 | 5 | 7 | 1 |

| 4 | 5 | 7 | 1 |

| 4 | 5 | 7 | 1 |

| 3 | 6 | 7 | 1 |

| 2 | 6 | 9 |

| 4 | 5 | 7 | 1 |

| 2 | 5 | 10 |

| 11 | 6 |